# Kiah
Kiah is een geslacht van rechtvleugeligen uit de familie Mogoplistidae. De wetenschappelijke naam van dit geslacht is voor het eerst geldig gepubliceerd in 1983 door Otte & Alexander.

## Soorten
Het geslacht Kiah omvat de volgende soorten:
- Kiah karrawilya Otte & Alexander, 1983
- Kiah palanu Otte & Alexander, 1983